# Millennium-wratslak
De Millennium-wratslak (Geitodoris planata) is een slakkensoort uit de familie van de Discodorididae. De wetenschappelijke naam van de soort werd in 1846 voor het eerst geldig gepubliceerd door Alder & Hancock als Doris planata.

## Beschrijving
Volwassenen millennium-wratslakken kunnen een lengte bereiken van maximaal 12 cm. Het lichaam van deze zeenaaktslak is grijsbruin met enkele donkerbruine onregelmatige vlekken. Er kunnen maximaal 12 stervormige vlekken op de mantel aanwezig zijn die uitstralen vanuit een centrale papil. Deze vlekken zijn bleker van kleur dan de rest van het dorsum en komen overeen met zuurklieren. De rug van dit dier is bedekt met talrijke kleine wratten. De rinoforen en kieuwen hebben meestal dezelfde kleur als het dorsum met witte punten.
De millennium-wratslak lijkt qua kleur op de citroenslak (Doris pseudoargus). Het verschil is dat de millenium-wratslak koptentakels heeft (aan de onderkant!) en de wratten zijn anders gestructureerd en prominenter aanwezig.

## Verspreiding
Het verspreidingsgebied van de millennium-wratslak omvat de Middellandse Zee, de Noord-Atlantische Oceaan inclusief de Noordzee en de westelijke Atlantische Oceaan: New Jersey, St. Lucia en Panama. In Nederland komt deze soort algemeen voor in de Oosterschelde en het Grevelingenmeer. Deze zeeslakkensoort is meestal te vinden in het ondiepe sublitoraal, waar het zich voedt met sponzen zoals Mycale rotalis en de gele aderspons (Mycale micracanthoxea).